# ALSN

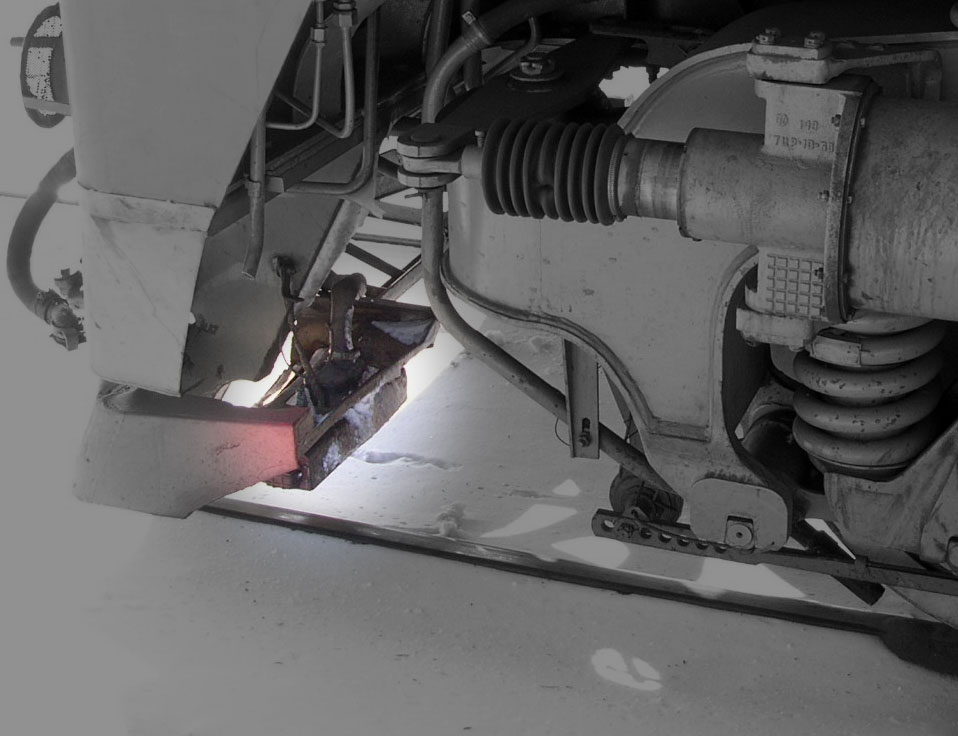
Antena systemu

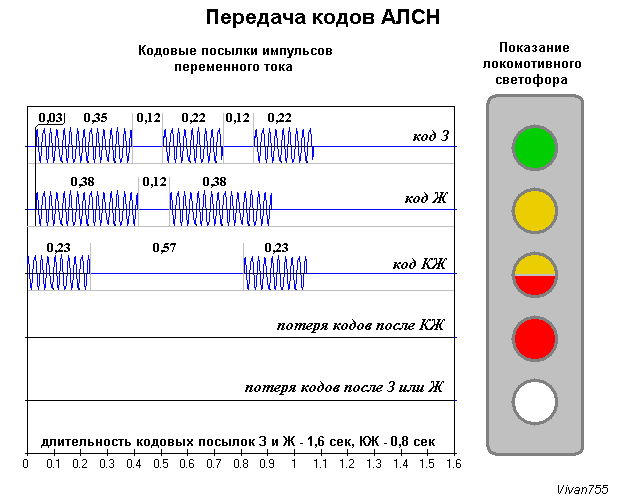
Kodowanie sygnałów

ALSN (ros. Автоматическая Локомотивная Сигнализация Непрерывного действия, АЛСН, pol. Automatyczna sygnalizacja nieprzerwanej pracy lokomotywy) – system sygnalizacji kabinowej oraz automatycznego hamowania pociągu instalowany na głównych liniach kolejowych w państwach byłego ZSRR, m.in. w Rosji, na Białorusi, Litwie, Łotwie i w Estonii.
System ten składa się z szynowych obwodów kodowych oraz urządzeń pokładowych. Obwody szynowe zbudowane są w sposób konwencjonalny, a ich odbiorniki działają w oparciu o przekaźniki.
System realizuje funkcje bezpieczeństwa, ale nie jest bezpieczny w razie awarii, gdyż stanowi on tylko uzupełnienie sygnalizacji przytorowej, chociaż jest wystarczająco bezpieczny w kwestii nadzorowania maszynisty.
Transmisja danych między szynowymi obwodami kodowymi a urządzeniami pokładowymi odbywa się za pomocą antenowej cewki indukcyjnej o sprzężeniu powietrznym, znajdującej się nad szynami.
System ALSN nadzoruje:
- potwierdzenie zwiększenia ograniczenia przez maszynistę w ciągu 15 sekund,
- ciągły nadzór nad prędkością po minięciu przytorowego znaku STOP,
- potwierdzenie braku kodu co 40–90 sekund.

Reakcja systemu:
Hamowanie nagłe uruchamiane jest w przypadku:
- minięcia przytorowego sygnału wskazującego STOP,
- przekroczenia prędkości dozwolonej dla aktualnego znaku sygnalizacyjnego,
- ostrzeżenie (komunikat dźwiękowy) nie jest potwierdzone przez maszynistę.

System jest przystosowany do działania przy prędkościach pociągu do 160 km/h.